# Ел и Ники
„Ел и Ники“ е азeрбайджански поп-дует.
Песента Running Scared на Елдар Гасъмов и Нигяр Джамал достига първо място на 56-ото издание на песенния конкурс „Евровизия“, проведено в Дюселдорф през 2011 година. Това е и първата победа за страната.

## История

### Участие на национален финал
Елдар и Нигяр взимат участие в националната азербайджанска селекция „Milli Seçim Turu“, където заедно с още трима изпълнители се квалифицират за финал, който се провежда на 11 февруари 2011 г. Тогава дуетът извоюва правото да представи своята страна през месец май на голямата сцена в немския град Дюселдорф. Въпреки първоначалните планове да бъде изпратен един изпълнител, азербайджанската национална телевизия Içtimai TV решава окончателно в Германия да бъдат изпратени двамата изпълнители.

### Победа на Евровизия
През 2011 година Елдар и Нигяр излизат на сцената под дуетното име „Ел и Ники“. Имайки предвид, че конкурсът се провежда в западноевропейска страна, се наложило създаване на дуетно име, което не съдържа фамилията на Нигяр Джамал, за да бъдат избегнати религиозни обиди. Автори на тяхната песен са Сандра Бюрман и Стефан Йорн от Швеция. При представянето им в Дюселдорф са придружени от четири беквокалистки. Първата победа на Азербайджан осигуряват 221 точки.

### След триумфа
Вече спечелили грандиозния конкурс, Ел и Ники пътуват до много европейски страни, за да изпълнят песента си. Азербайджан и Германия, миналогодишният победител, създават пощенска марка с ликовете на дуото. В интервю, проведено от „Daily Mail“, Нигяр съобщава, че ще преследва солова кариера.